# きりしとほろ上人伝
『きりしとほろ上人伝』（きりしとほろしょうにんでん）は、芥川龍之介が1919年（大正8年）に雑誌『新小説』誌上に発表した小説である。
冒頭に「予が所蔵の切支丹版「れげんだ・おうれあ」の一章に、多少の潤色を加へたもの」とありキリスト教の聖人伝説集『レゲンダ・アウレア』（黄金伝説）に登場する聖人クリストフォロスの生涯を翻案した小説。キリシタン版の『天草本伊曾保物語』（1594年刊）で使用されている、戦国時代の京阪地方における話し言葉を擬した文体に特徴がある。芥川の小説におけるジャンル「切支丹物」の傑作とされる。

## あらすじ
遠い昔、「しりあ」の国の山中に、「れぷろぼす」という名の心優しい巨人が住んでいた。彼は常々、この世の中で一番強いものに仕えたいと考えていたが、世間知らずで誰が一番強いのかわからない。日ごろ親しくしている樵に尋ねると、「あんちおきやの帝ほど、武勇に富んだ大将もおじゃるまい」と教わる。そこでれぷろぼすは山を下りて都に上り、帝の家来になる。
れぷろぼすは強大な肉体を生かし、合戦で敵将を討ち取る大手柄をたて、帝に認められ、大名に取り立てられる。しかし戦勝の祝宴で、琵琶法師の詠う物語を聞く帝が「じゃぼ」（悪魔）という言葉を恐れ、しきりに十字を切るさまを見て、帝王よりも悪魔が強いことを悟り、「それがしはこれよりまかり出で、悪魔の臣下と相成ろうず」と宣言し、怒った帝に投獄される。牢獄の中で呻いていたれぷろぼすは、現れた悪魔に助け出される。悪魔はれぷろぼすを連れてえじっとへ飛び、砂漠に庵を結んで修行する隠者を美女の姿で誘惑しようとする。しかし「業畜、御主『えす・きりしと』の僕に向って無礼あるまじいぞ」の叫びと共に十字架に打たれ、退散してしまう。
帝王よりも、悪魔よりも強い「えす・きりしと」の存在を知ったれぷろぼすは、その下僕になりたい旨を隠者に相談するが、かつて悪魔の家来だった者は、枯木にバラの花でも咲かない限り、神の僕になれない掟である。そのうえ無学で教典も読めず、大食いで断食も出来ず、寝坊で徹夜の修行も出来ないと云うれぷろぼすに隠者は困るが、身の丈3丈もある彼を見込み、近隣の大河の渡し守を務めさせることを思いつく。旅人の通行を助ければ、その心根が自然と天主に見出されるだろうという考えからだった。隠者に洗礼を施されたれぷろぼすはこうして「きりしとほろ」と名を改め、大河の渡し守となる。
それから三年の間、きりしとほろは大河のほとりに庵を結び、渡し守として旅人の便宜を図っていた。河を渡ろうとする者がいるとその者を肩車し、柳の幹を引き抜いた杖をつき、向こう岸に渡すのである。ある嵐の夜、「河を渡してください」と小屋の戸を叩く者がいた。きりしとほろが外に出ると、一人の幼い少年である。なぜこんな子供が嵐に一人で河を渡ろうとするのか不審に思うが、きりしとほろは少年を肩に乗せ、河に踏み込んだ。
すさまじい風雨と濁流に加え、奇怪なことに背負った少年の体が次第に重くなり、あまりの重さに一時を死を覚悟するが、きりしとほろは必死で目ざす岸へと急ぎ、ようやく対岸に、喘ぎ喘ぎよろめき上がった。彼が少年を肩から降ろして「さてさて、おぬしの重さは、はかり知れぬぞ」と息をつくと、少年はにこりと微笑み「さもあろう。おぬしは今夜、世界の苦しみを背負った『えす・きりしと』を、背負いぬいたのだ」と、鈴を振るような声で答えた。
その夜を境に、この河のほとりからは巨人の姿が消えた。ただ残ったのは向こう岸に突き立った柳の杖で、その周りには、赤いバラの花が咲き乱れていた。
心の貧しい者は、幸いなるかな。天国は彼らのものなり。